# Werner Ehrhardt (Dirigent)

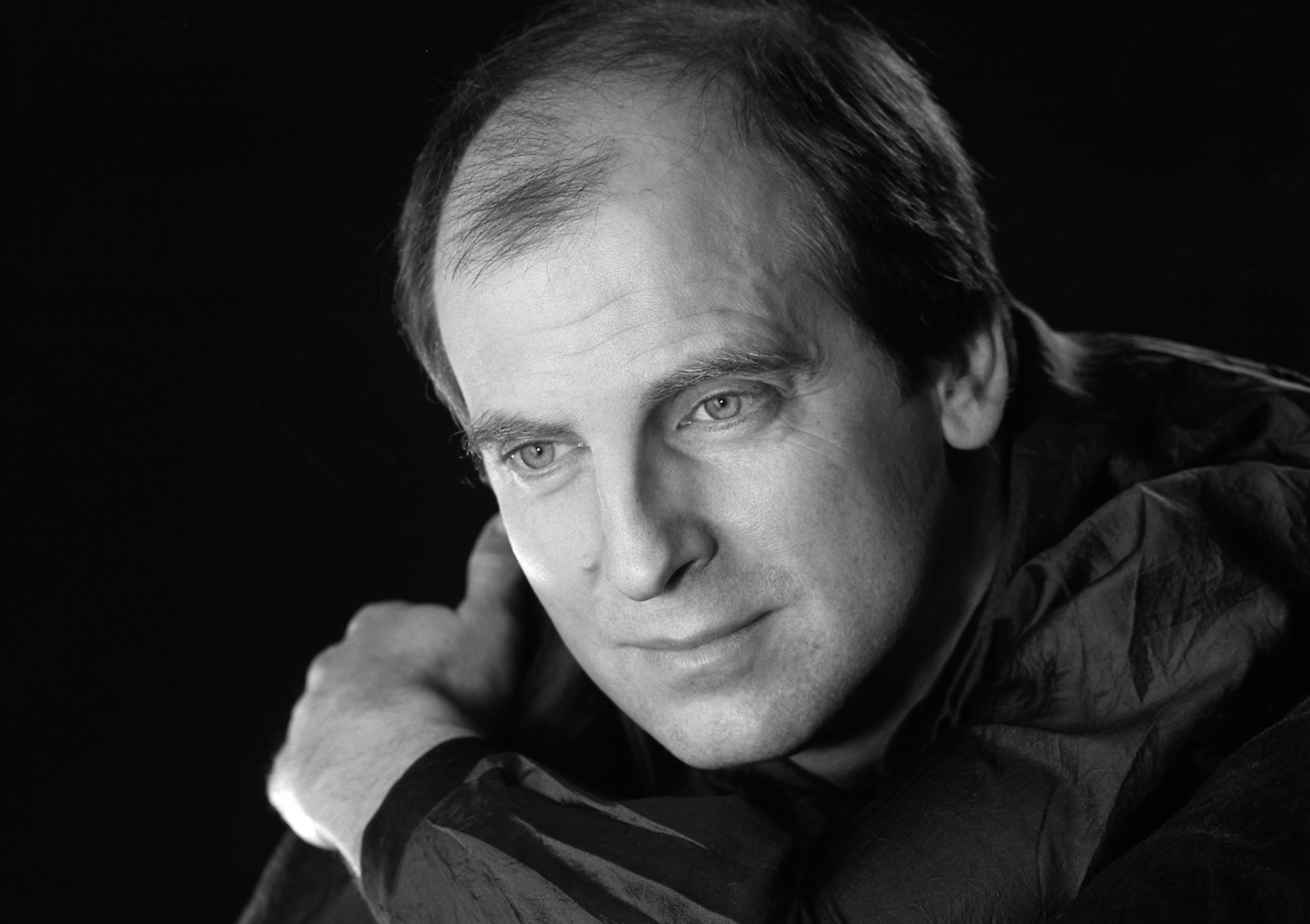
Werner Ehrhardt

Werner Ehrhardt (* 2. Juni 1957 in Köln) ist ein deutscher Violinist und Dirigent im Bereich der Historischen Aufführungspraxis.

## Leben
Werner Ehrhardt erhielt seine Ausbildung als Barockviolinist bei Franzjosef Maier in Köln und bei Sigiswald Kuijken sowie im Dirigat bei Karl Heinz Bloemeke. Er ergänzte seine Studien bei Kató Havas und Renate Peter.
Werner Ehrhardt gastierte bei zahlreichen deutschen sowie internationalen Orchestern und arbeitete mit Solisten wie Daniel Hope, Dorothee Oberlinger, Viktoria Mullova, Uri Caine, Xavier de Maistre, Edita Gruberová, Chen Reiss, Christine Schäfer, Vesselina Kasarova, Nuria Rial, Simone Kermes, Daniel Müller-Schott, Magdalena Kožená, Barbara Hendricks, Andreas Scholl, Olli Mustonen, Christiane Oelze, Thomas Zehetmair, Yair Dalal, Nils Mönkemeyer, Avi Avital, Laura Aikin, Valer Sabadus, Pera Ensemble, RIAS Kammerchor und Tölzer Knabenchor.
Als Gast konzertierte er unter anderem mit folgenden Orchestern: Staatsorchester Stuttgart, Berner Sinfonieorchester, Konzerthausorchester Berlin, Symphoniker Hamburg, Deutsche Kammerakademie Neuss am Rhein, Stuttgarter Kammerorchester, Orchestre de Chambre de Genève, Zürcher Kammerorchester, Robert-Schumann-Philharmonie, Philharmonisches Orchester Gießen, Vojvođanski Simfonijski Orkestar, Neue Philharmonie Westfalen, Südwestdeutsches Kammerorchester Pforzheim.
1985 gründete Werner Ehrhardt das auf historische Aufführungspraxis spezialisierte Kammerorchester Concerto Köln.
Unter seiner Leitung entstandenen zusammen mit internationalen Orchestern, mit Concerto Köln und mit seinem 2004 gegründeten Ensemble l’arte del mondo fast 70 CD-Aufnahmen aus den Bereichen Oper und Oratorium sowie mit konzertant-sinfonischem Repertoire, vielfach mit internationalen Preisen ausgezeichnet. Unter den Einspielungen finden sich etliche Wiederentdeckungen vergessener Komponisten.
2007 erhielt Werner Ehrhardt mit Concerto Köln einen Echo Klassik in der Kategorie „Alte Musik“ des Jahres für die Aufnahme Il divino boemo von Josef Mysliveček. Seine CDs L’irato ou L’emporté (Capriccio) von Etienne Nicolas Méhul und Liaisons (Onyx Classics) mit Werken von Mozart, Salieri und Joseph Haydn wurden mit einem Diapason d’or bedacht.

## Diskografie (Auswahl)
- Vivaldi, Paganini, Tartini. Mit Nils Mönkemeyer: Violakonzerte. l’arte del mondo, Sony Classical, 2021
- Philipp Christoph Kayser: Scherz, List und Rache. (Singspiel) Weltersteinspielung. l’arte del mondo. Deutsche Harmonia Mundi, 2020
- Bach Oboe Concertos. Mit Céline Moinet: Oboenkonzerte von Johann Sebastian Bach und Alessandro Marcello. l’arte del mondo, Berlin Classics, 2019
- Antonio Salieri: La Fiera di Venezia. (Oper) Weltersteinspielung. l’arte del mondo. Deutsche Harmonia Mundi, 2019.
- Anton Zimmermann: Symphonien c-moll, e-moll (Weltersteinspielungen) und B-Dur. l’arte del mondo, Deutsche Harmonia Mundi, 2017.
- Cello Reimagined. Mit Daniel Müller-Schott: Cellokonzerte von C. P. E. Bach, Mozart, Haydn. l’arte del mondo, Orfeo International 2017
- Karl von Ordoñez: Symphonien C-Dur, D-Dur, f-moll, B-Dur. Weltersteinspielung. l’arte del mondo, Deutsche Harmonia Mundi, 2017.
- Johannes Matthias Sperger: Weltersteinspielung der Symphonien Nr. 21 g-moll, Nr. 26 c-moll, Nr. 34 D-Dur. l’arte del mondo, Deutsche Harmonia Mundi, 2016.
- Carneval Oriental. Mit Pera Ensemble, Francesca Lombardi Mazzulli, Charlotte Quadt. l’arte del mondo. Capriccio, 2016.
- Antonio Salieri: La Scuola de’ Gelosi. (Oper) Weltersteinspielung. l’arte del mondo. Deutsche Harmonia Mundi, 2015.
- Johann Abraham Peter Schulz: Peters Bryllup. (Singspiel) Weltersteinspielung. l’arte del mondo, Deutsche Harmonia Mundi, 2015.
- Johann Franz Xaver Sterkel: Weltersteinspielung der Symphonien op. 35 Nr. 1 D-Dur & Nr. 2 B-Dur. l’arte del mondo. Deutsche Harmonia Mundi, 2014
- Notte Veneziana. Mit Xavier de Maistre: Werke von Vivaldi, Marcello, Alvars, Albinoni/Giazotto, Pescetti, Godefroid. l’arte del mondo. Sony Classical, 2012
- Recomposed. Mit Daniel Hope: The Four Seasons Recomposed by Max Richter. l’arte del mondo. Deutsche Grammophon Konzert-DVD, 2014
- Christoph Willibald Gluck: La Clemenza di Tito (Oper). Mit Valer Barna-Sabadus, Aranzta Eszenarro, Laura Aikin, Rainer Trost, Flavio Ferri-Benedetti, Raffaella Milanesi. l’arte del mondo. Deutsche Harmonia Mundi, 2014 (Diapason d’or)
- Pasquale Anfossi: La Finta giardiniera (Oper). Weltersteinspielung. Mit Nuria Rial, Krystian Adam, Maria Espada, Katja Stuber, Miljenko Turk, Monika Reinhard, Florian Götz. l’arte del mondo. Deutsche Harmonia Mundi, 2013
- Mozart Arias. Mit Edita Gruberova. l’arte del mondo. Nightingale Classics, 2013
- Josef Mysliveček: Medonte (Oper). Weltersteinspielung. Mit Thomas Michael Allen, Juanita Lascarro, Susanne Bernhard, Stephanie Elliott, Lorina Castellano, Ulrike Andersen. l’arte del mondo. Deutsche Harmonia Mundi, 2012